# Secretário-pequeno
O secretário-pequeno ou gimnogene-pequeno (Polyboroides typus) é uma ave de rapina, classificada na família Accipitridae. O seu nome deve-se às parecenças superficiais com o secretário, uma ave de rapina da família Sagittariidae. O secretário-pequeno ocorre na África sub-saariana, onde habita zonas de floresta e mata densa, sendo raro em áreas deserticas e de savana. 
O secretário-pequeno é uma ave de grande porte, com 60 a 66 cm de comprimento, sendo as fêmeas maiores que os machos. A sua plumagem é de cor cinzenta na cabeça, dorso e peito. As asas são também de cor cinzenta, com a ponta das penas primárias debruada a preto. A cauda é relativamente longa, preta com uma barra branca. A zona do ventre e coxas é branca escamada de negro. O secretário-pequeno tem uma máscara nas faces em torno dos olhos, desprovida de penas e de cor amarela, ou vermelho-vivo na época de reprodução. Os juvenis e aves imaturas são acastanhados e apresentam máscara cinzenta.
É uma ave de hábitos solitários que se alimenta principalmente de répteis e anfíbios, suplementando a dieta com pequenas aves, suas crias e ovos, pequenos mamíferos e, raramente, insectos. O secretário-pequeno apresenta uma grande variedade de estratégias de predação, podendo caçar as presas de emboscada, no solo, ou realizando perseguições activas em ramos de árvores. Pode também atacar colónias de nidificação de aves marinhas.
A época de reprodução decorre entre Junho e Novembro. Após um ritual de acasalamento constituído por longos voos acrobáticos, o casal constrói um ninho de ramos e gravetos, forrado com ervas e plumas, no alto de árvores, ou em cavidades rochosas. Cada postura é constituída por dois ovos, incubados ao longo de 35 dias por ambos os progenitores. Geralmente, a cria que choca primeiro mata a mais nova, um costume comum em espécies de accipitrídeos. O juvenil é alimentado pela fêmea, com alimentos caçados e trazidos pelo macho e começa a voar ao fim de dois meses.